# Наследники (фильм, 2015, США)
«Наследники» (англ. Descendants) — американский мюзикл, фантастический телевизионный фильм режиссёра и хореографа Кенни Ортега. Актёры Дав Камерон, София Карсон, Кэмерон Бойс и Бубу Стюарт исполнили роли детей-подростков Малефисенты, Злой королевы, Круэллы Де Виль и Джафара. Фильм повествует о приключениях подростков, приспосабливающихся к жизни за пределами их зоны комфорта, когда они пытались украсть палочку доброй феи, чтобы освободить своих родителей из плена. Фильм дебютировал 31 июля 2015 года на телеканале Disney Channel и привлёк аудиторию 6,6 млн зрителей, получив положительные отзывы.
Успех первого фильма привёл к созданию франшизы «Наследники», сначала был выпущен CGI-анимационный мультсериал «Наследники: Недобрый мир», после чего последовал сиквел «Наследники 2», премьера которого состоялась 28 января 2017 года; третий фильм «Наследники 3» вышел 2 августа 2019 года.

## Сюжет
Спустя двадцать лет после того, как Красавица и Чудовище вступают в брак и становятся королём и королевой, они основывают Соединённые Штаты Аурадона, создавая процветающую новую нацию из окружающих королевств и изгоняя всех злодеев на Остров Потерянных. Их сын Бен объявляет, что его первое повеление состоит в том, чтобы дать четырём отобранным детям с Острова Потерянных возможность жить в Аурадоне, вдали от влияния их злодейских родителей: Джею, сыну Джафара; Карлосу, сыну Круэллы Де Виль; Иви, дочери Злой королевы; и Мэл, дочери Малефисенты. На острове Малефисента приказывает главным героям украсть волшебную палочку Феи-Крёстной, которая разрушит защитный барьер и позволит ей захватить Аурадон.
Отправляясь в Аурадон, дети злодеев знакомятся с Беном и его самопровозглашённой подругой Одри, дочерью принцессы Авроры. Там же они знакомятся с Феей-Крёстной, которая является директором в их школе. Для реализации плана Малефисенты, Иви использует волшебное зеркало, чтобы найти палочку в близлежащем музее, а Мэл использует прялку своей матери из музея, чтобы усыпить охранника, но охранный барьер не позволяет им реализовать свой план. Поэтому они ищут новые варианты для этого. Узнав, что Фея-Крёстная будет использовать волшебную палочку на коронации Бена, они ждут этот день. Также, они вынуждены посещать занятия в школе, постепенно приспосабливаясь к новой жизни. Их жизнь кардинально меняется, как и их интересы. Так, Джей начинает играть в школьной команде по игре «турнир» (спорт, похожий на хоккей на траве и лякросс), Карлос преодолевает свой страх перед собаками, подружившись со школьной собакой Чуви. А Иви пытаясь произвести впечатление на Чэда, сына Золушки, делает за него домашнее задание, но её попытки безуспешны. Поэтому сын Простачка, Даг, даёт ей совет — не притворяться, а быть собой. Тем временем, Мэл становится популярной, используя книгу заклинаний своей матери, Малефисенты, чтобы улучшить внешность Джейн и Лонни, дочерей Феи-Крёстной и Фа Мулан. Узнав, что во время коронации Бена, рядом с ним будет стоять его подруга Одри, Мэл испекает печенье с примесью любовного зелья и даёт его Бену. Попробовав печенье, Бен безумно влюбляется в Мэл. На свиданиях с Беном, Мэл находит в себе внутреннюю доброту. К ней приходит осознание, что она всегда старается угодить своей матери — Малефисенте, на самом деле не разделяя её цели. Теперь, Мэл не знает как ей реагировать на чувства Бена.
Во время семейного школьного дня, дети злодеев подвергаются остракизму, после встречи с бабушкой Одри, королевой Лией, которая заявляет, что проклятие Малефисенты было причиной того, что она пропустила всё детство Авроры. Джейн вызвав спор, заставляет Мэл прекратить заклинание красоты, которое она использовала на Джейн. Пока Бен пытается убедить их в том, что после коронации всё будет хорошо, Даг старается оставаться дружелюбным по отношению к Иви, но Чэд заставляет его держаться от них подальше.
На коронации Бена, Мэл даёт ему печенье с противоядием от любовного заклинания, считая, что больше держать его под контролем не нужно. Однако, как оказалось, Бен уже был освобождён от заклинания с момента их свидания, когда он плавал в Зачарованном озере. Полагая, что Мэл сделала это только потому, что он действительно ей нравился, поэтому он полюбил её по-настоящему. Во время коронации, разочарованная Джейн берёт палочку своей матери, Феи-Крёстной, желая улучшить свою внешность. Однако, она случайно разрушила барьер острова. Мэл забирает палочку у Джейн, но потом была взволнованна, что ей делать? Бен убеждает её сделать свой собственный выбор, а не идти по стопам родителей. Мэл признаёт, что она и её друзья нашли счастье в Аурадоне, и они решили стать хорошими.
Малефисента прерывает церемонию, парализовывая всех, кроме себя и четырёх детей. Когда они бросают ей вызов, Малефисента превращается в гигантского огнедышащего дракона. Мэл использует контрзаклинание, превращая Малефисенту в ящерицу, основываясь на количестве любви в её сердце. Мэл размораживает всех, возвращает Фее-Крёстной её палочку и просит её не быть строгой с Джейн. Пока злодеи наблюдают за празднованием издалека, ученики Аурадона всю ночь напролёт танцуют и поют. Глаза Мэл становятся зелёными, когда она обращается к зрителям, заявляя, что история на этом ещё не закончена.

## В ролях
| Актёр                 | Роль                                         |
| --------------------- | -------------------------------------------- |
| Дав Камерон           | Мэл, дочь Малефисенты                        |
| София Карсон          | Иви, дочь Злой королевы                      |
| Кэмерон Бойс          | Карлос Де Виль, сын Круэллы Де Виль          |
| Бу Бу Стюарт          | Джей, сын Джафара                            |
| Митчелл Хоуп          | Бен, сын Белль и Чудовища                    |
| Мелани Паксон         | Фея-Крёстная                                 |
| Бренна ДʼАмико        | Джейн, дочь Феи-Крёстной                     |
| Сара Джеффри          | Принцесса Одри, дочь Авроры и принца Филиппа |
| Захари Гибсон         | Даг, сын Простачка                           |
| Джедидайя Гудакр      | Чэд Прекрасный, сын Золушки и принца         |
| Дайан Доан            | Ли Лонни, дочь Ли Шанга и Фа Мулан           |
| Дэн Пэйн              | Чудовище                                     |
| Киган Коннор Трейси   | Белль                                        |
| Венди Ракель Робинсон | Круэлла Де Виль                              |
| Маз Джобрани          | Джафар                                       |
| Кристин Ченовет       | Малефисента                                  |
| Джудит Макси          | Королева Лия                                 |

## Производство
12 декабря 2013 года Disney Channel объявил о выпуске фильма и опубликовал план сюжета. Кенни Ортега, режиссёр, который ранее работал с Disney Channel над серией фильмов Классный мюзикл, был объявлен режиссёром фильма. Сценарий был написан Джосаном Макгиббоном и Сарой Парриотт. Съёмки начались весной 2014 года.

## Релиз
«Наследники» дебютировали на Family Channel в Канаде 31 июля 2015 года одновременно с показом в Соединённых Штатах. Это также последний оригинальный фильм Disney Channel, который был показан на Family Channel в Канаде после запуска там канала Disney Channel. Премьера фильма состоялась 1 августа 2015 года на Disney Channel в Австралии и Новой Зеландии и 25 сентября 2015 года на Disney Channel в Великобритании и Ирландии. На Ближнем Востоке и в Африке премьера фильма состоялась 18 сентября 2015 года на английском языке. В Турции премьера фильма состоялась 17 октября 2015 года. В России премьера состоялась 21 ноября 2015 года.

## Критика и отзывы
Изабелла Биденхарн из Entertainment Weekly поставила фильму оценку «В», сказав: «…сюжет на самом деле не главное… Это не „Классный мюзикл“, но песни запоминающиеся, а за юных злодеев стоит переживать». Тиша Мэй Итон из Moviepilot заявила: «Это фильм, в котором определенно чувствуется классика Диснея в современной интерпретации, и я настоятельно рекомендую его». Алекс Рейф из LaughingPlace.com поставил фильму 4,5 балла из 5, сказав: «… Я настоятельно рекомендую это всем поклонникам Диснея, хотя бы для того, чтобы увидеть, что они сделали с персонажами, отсылки к „Фокус-покус“ и Малефисенту Кристин Ченовет, которая ближе к анимационному персонажу, чем к образу Анджелины Джоли». Брайан Лоури из Variety назвал его «…игривым и мелодичным телефильмом, демонстрирующим гораздо более высокие амбиции, чем, скажем, франшиза „Лето. Пляж. Кино“». Напротив, Эми Аматанджело из The Hollywood Reporter дала ему неоднозначную оценку, назвав его «„Классный мюзикл“ встречается с „Однажды в сказке“. Это позволяет маленьким девочкам, которые выросли, смотря фильмы Disney, стать частью подростковой аудитории, и эта идея настолько актуальна для мерчендайзинга, что магазины Disney Store уже ломятся от костюмов, кукол и футболок „Наследников“». Она назвала историю «надуманной», но отметила игру Ченовет, Наджими, Робинсон и Джобрани.
На сайте-агрегаторе отзывов Rotten Tomatoes 90 % из 10 отзывов критиков положительные, со средним рейтингом 7,67/10. Сайт Metacritic, который использует средневзвешенное значение, поставил фильму 63 балла из 100, основываясь на 5 отзывах критиков, что указывает на «в целом благоприятные» отзывы.